# Hard mod
La subcultura hard mod, sviluppatasi a metà anni sessanta, fu una variante estremizzata di quella mod.
Gli hard mod si differenziarono dai mod nell'abbigliamento, per essere più duri, grezzi, violenti e orgogliosi di appartenere alla classe operaia, e per essere stati notevolmente influenzati dai rude boy.
Il movimento successivamente venne riconosciuto per aver dato vita alla subcultura skinhead.
I Trojan skinhead (noti anche come original skinhead) e gli hard mod possono essere considerati realmente come sinonimi, dato che hard mod era il nome dato ai primi skins, prima che emergesse appunto l'appellativo "skinhead".

## Storia
Durante la metà degli anni sessanta in Inghilterra l'irruzione del movimento hippie provocò una scissione all'interno del movimento mod.
Il primo gruppo era quello dei mod benestanti che vestivano abiti costosi, frequentavano il college o l'università, e in molti casi si lasciavano coinvolgere dall'universo hippie.
Il secondo gruppo era invece costituito da giovani della classe operaia, connotati da atteggiamenti patriottici e da un certo odio verso gli hippie, la musica di natura psichedelica e tutto ciò che riguardava il mondo della droga.
Questa branca dei mod si sviluppò nelle periferie est di Londra; la subcultura hard mod, frutto della fusione tra mod e rude boy, cominciò a distaccarsi sempre più dal movimento mod originario e dai mod benestanti, pur conservando diversi elementi in comune con essi, come buona parte dell'abbigliamento e la passione per le Vespa e Lambretta e i vari gusti musicali. L'hard mod ereditò inoltre un atteggiamento più aggressivo, violento, patriottico, e orgoglioso di appartenere al proletariato. L'hard mod (più tardi riconosciuto come skinhead) però non fu un movimento politico: la posizione politica era soggettiva e non aveva a che fare con l'appartenenza alla subcultura.
Il movimento negli anni Sessanta, dopo esser stato soprannominato in diversi modi come "nohead", "baldhead", "crophead", "egghead", "peanut", venne riconosciuto ufficialmente e definitivamente come skinhead verso la fine del decennio, più precisamente nel 1969. Questa data ispirò un motto tutt'oggi usato tra i Trojan Skinhead, ovvero "Spirit of '69".

## Abbigliamento
Gli hard mod adottarono un look spartano diretto e senza fronzoli, adattato "alla strada" ed alla classe operaia.
Il tipico abbigliamento degli hard mod era essenziale, codici di abbigliamento non scritti, vestiti puliti e pratici. Essi adottarono inoltre un taglio di capelli più corto e più adatto al lavoro rispetto agli original mod; gli hard mod si distinsero quindi anche per la semplicità nel vestire estremizzando il detto "Less Is More" degli Original Mod.
Conservarono comunque qualche elemento tipicamente mod come la camicia inglese, sebbene di taglio americano Ben Sherman button down, le polo Fred Perry, i jeans Levi's 501 o gli Sta-prest, i giubbotti "harrington" di marche come Lonsdale, Merc e Fred Perry, e ai piedi oltre che alle solite calzature usate dai mod, quali ad esempio le Loafer, si cominciarono ad utilizzare gli scarponi anfibi Dr. Martens.